# Bohlenweg im Wittemoor

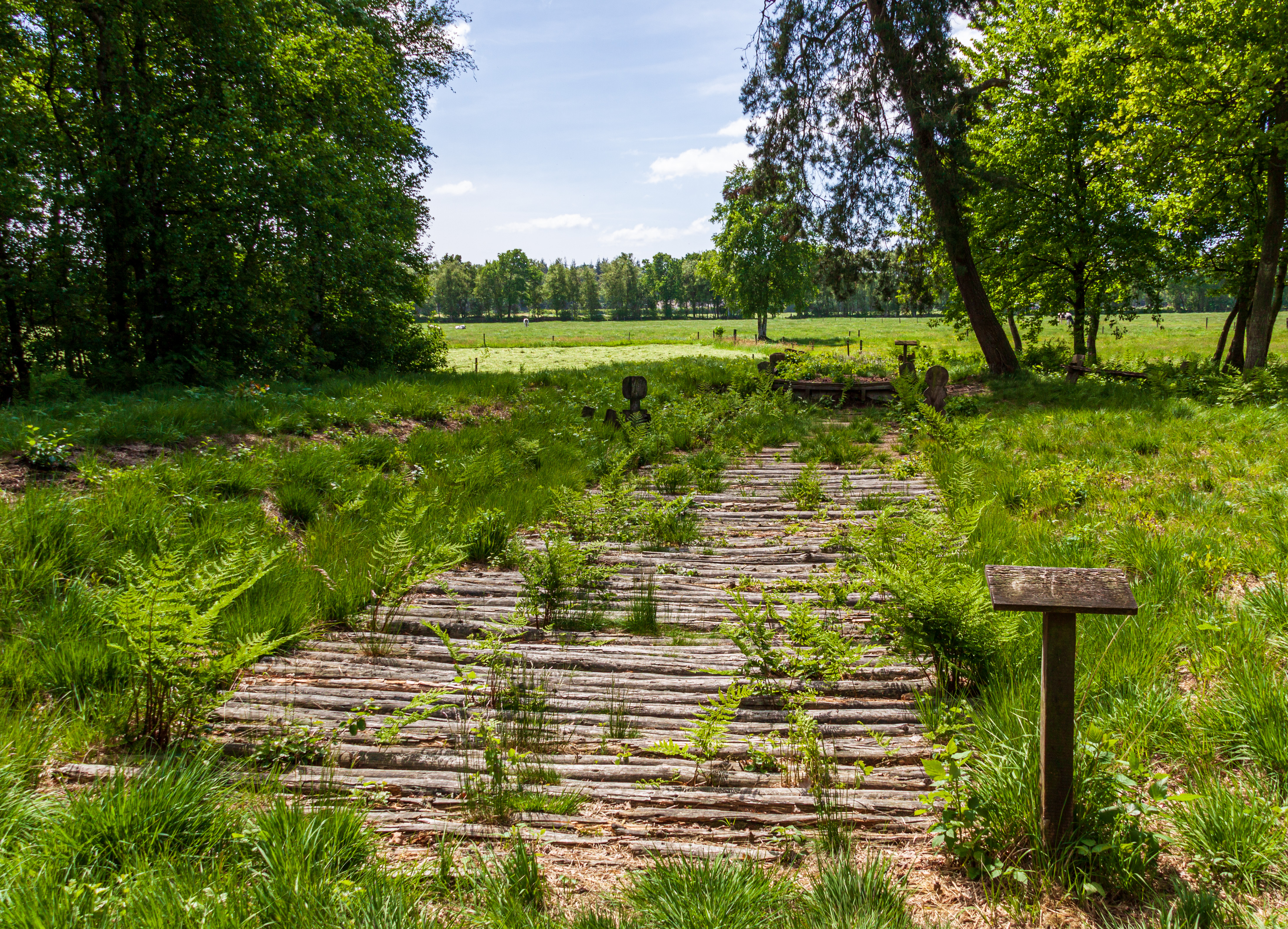
Rekonstruktion am Fundplatz

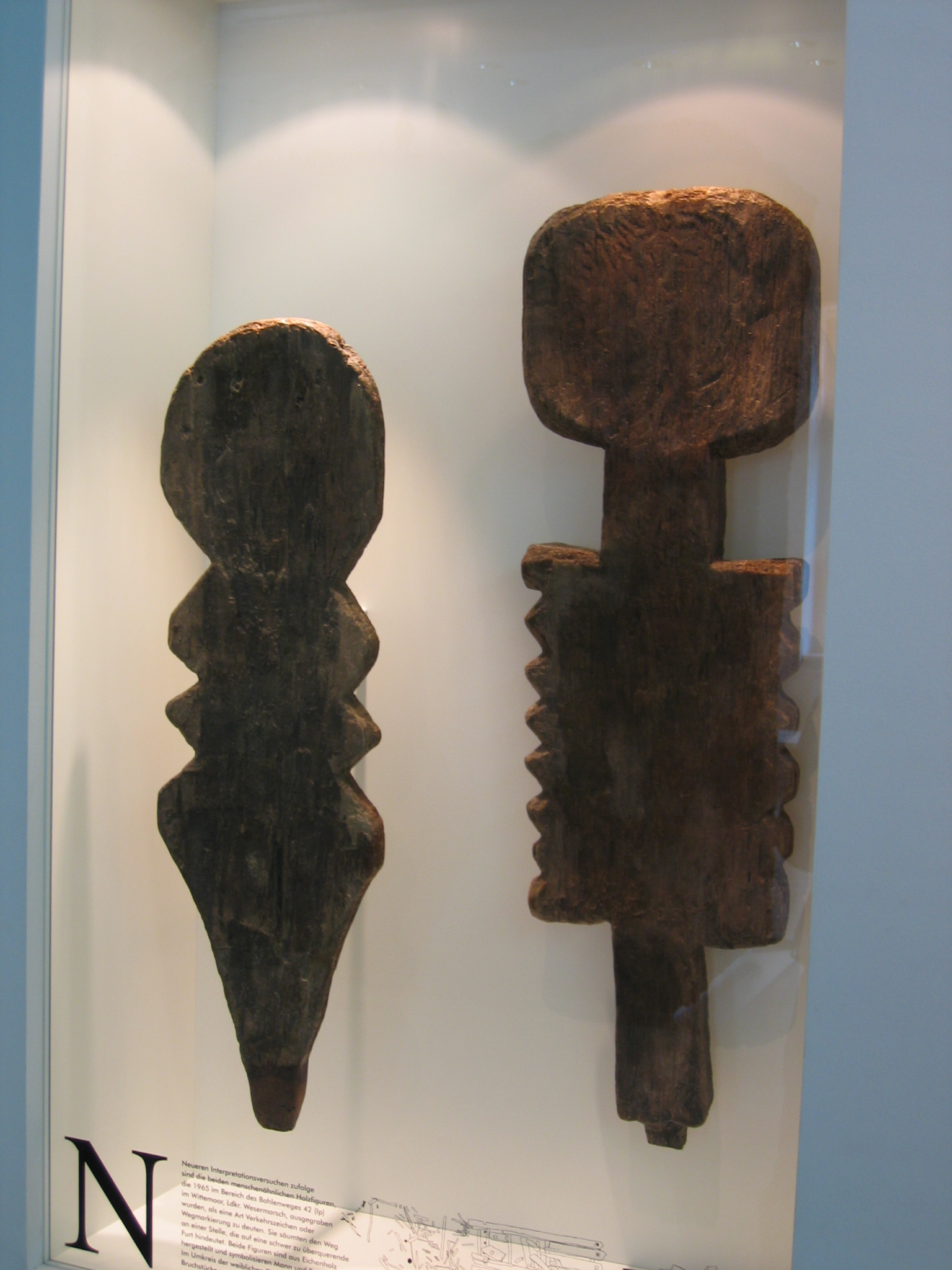
Idole vom Bohlenweg

Der sogenannte Bohlenweg im Wittemoor (Reg.-Nr. XLII (IP)) ist ein vorgeschichtlicher Moorweg bei Neuenhuntorf, einem Ortsteil von Berne im Landkreis Wesermarsch in Niedersachsen. Der Weg wurde 1965 und 1970 ausgegraben und wissenschaftlich beschrieben. Der Bohlenweg im Wittemoor ist einer von zahlreichen Fundorten vorgeschichtlicher Moorwege in der niederdeutschen Tiefebene, insbesondere in der Weser-Ems Region.

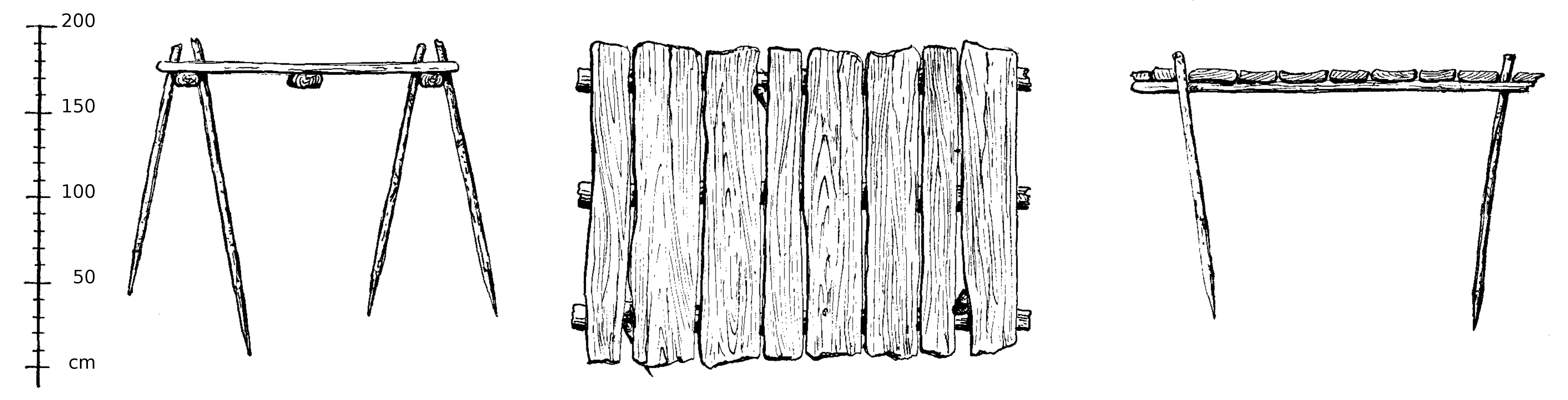
Schema Bohlenweg im Wittemoor

Dabei wurden Strecken des Bohlenwegs XLII (42) freigelegt, an denen man an verschiedenen Stellen insgesamt sechs abstrakte Holzfiguren fand. Zuerst fand man ein Figurenpaar, das vermutlich eine männliche und weibliche Gottheit darstellt (Anthropomorphe Pfahlgötter), und zu den wenigen erhaltenen Schnitzwerken aus der Eisenzeit zu zählen ist. Das gesichtslose Paar war an der Stelle aufgestellt, an der der Bohlenweg über eine Furt führte. Es handelt sich um eine aus drei bis sieben Zentimeter dicken Eichenholzbrettern herausgearbeitete, stark stilisierte weibliche (95 cm hoch) und eine männliche (105 cm hoch) Gestalt. Indizien wie die sorgfältige Deponierung, bei Auflassung des Weges, sprechen dafür, dass es sich um einen Kultplatz handelt. Die anderen vier Figuren, darunter ein beilförmiges Gebilde, waren an (zufällig oder nicht) defekten Wegstellen aufgestellt worden. Allerdings lässt sich nicht klären, ob es sich um Kenn- oder Kultzeichen handelt.
Der in Nord-Süd verlaufende Bohlenweg konnte durch dendrochronologische Untersuchungen auf das Jahr 135 v. Chr. datiert werden. Er überbrückte das Wittemoor und schuf eine Verbindung zwischen der Geest bei Hude und der Hunte. Südlicher Ausgangspunkt des Bohlenweges war eine eisenzeitliche Siedlung, unweit einer Quelle im Waldstück „Schnitthilgenloh“ bei Lintel. Ein Teilstück des Bohlenweges wurde rekonstruiert.
Der älteste Pfahlweg Pr 31 verlief im Campemoor bei Damme im Landkreis Vechta und gehört zu den
Pfahlwegen im Campemoor. Er stammt dendrodatiert aus der Zeit um 4550 v. Chr.